# UFC on FOX 30
UFC on Fox 30: Alvarez vs. Poirier 2（ユーエフシー・オン・フォックス・サーティー：アルバレス・バーサス・ポイエー・ツー）は、アメリカ合衆国の総合格闘技団体「UFC」の大会の一つ。2018年7月28日、カナダ・アルバータ州カルガリーのスコシアバンク・サドルドームで開催された。

## 大会概要
本大会ではエディ・アルバレスとダスティン・ポイエーによるライト級戦が組まれた。

## 試合結果

### アーリープレリム
第1試合 ライト級 5分3R
○  デビン・パウエル vs.  アルバロ・エレーラ ×
1R 1:52 TKO（左ミドルキック→パウンド）
第2試合 女子ストロー級 5分3R
○  ニーナ・アンサロフ vs.  ランダ・マルコス ×
3R終了 判定3-0（29-28、29-28、29-28）
第3試合 フライ級 5分3R
○  ダスティン・オーティス vs.  マテウス・ニコラウ ×
1R 3:49 KO（右ハイキック→パウンド）
第4試合 女子フライ級 5分3R
○  ケイトリン・チュケイギアン vs.  アレクシス・デイビス ×
3R終了 判定3-0（29-28、29-28、30-27）
第5試合 ライト級 5分3R
○  ジョン・マクデッシ vs.  ロス・ピアソン ×
3R終了 判定3-0（30-26、29-27、29-28）

### プレリミナリーカード
第6試合 ライトヘビー級 5分3R
○  イオン・クテラバ vs.  ガジムラド・アンティグロフ ×
1R 4:25 TKO（スタンドパンチ＆肘連打）
第7試合 ライト級 5分3R
○  イスラム・マカチェフ vs.  ケイジャン・ジョンソン ×
1R 4:43 腕ひしぎ十字固め
第8試合 フェザー級 5分3R
○  ハキーム・ダオドゥ vs.  オースティン・アーネット ×
3R終了 判定3-0（30-27、30-27、30-27）
第9試合 ウェルター級 5分3R
○  ジョーダン・メイン vs.  アレックス・モロノ ×
3R終了 判定3-0（29-28、29-28、29-28）

### メインカード
第10試合 ライト級 5分3R
○  アレクサンダー・ヘルナンデス vs.  オリビエ・オービン＝メルシエ ×
3R終了 判定3-0（30-27、29-28、29-28）
第11試合 女子ストロー級 5分3R
○  ヨアナ・イェンジェイチック vs.  ティーシャ・トーレス ×
3R終了 判定3-0（30-27、30-27、30-27）
第12試合 フェザー級 5分3R
○  ジョゼ・アルド vs.  ジェレミー・スティーブンス ×
1R 4:19 TKO（左ボディブロー→パウンド）
第13試合 ライト級 5分5R
○  ダスティン・ポイエー vs.  エディ・アルバレス ×
2R 4:05 TKO（スタンドパンチ連打）

### 各賞
ファイト・オブ・ザ・ナイト： ジョン・マクデッシ vs. ロス・ピアソン
パフォーマンス・オブ・ザ・ナイト： ダスティン・ポイエー、ジョゼ・アルド
各選手にはボーナスとして5万ドルが授与された。

### カード変更
負傷などによるカードの変更は以下の通り。